# Municipio de Green (condado de Clinton)
El municipio de Green (en inglés: Green Township) es un municipio ubicado en el condado de Clinton en el estado estadounidense de Ohio. En el año 2010 tenía una población de 2473 habitantes y una densidad poblacional de 22,62 personas por km².

## Geografía
El municipio de Green se encuentra ubicado en las coordenadas 39°22′1″N 83°42′21″O / 39.36694, -83.70583. Según la Oficina del Censo de los Estados Unidos, el municipio tiene una superficie total de 109.35 km², de la cual 108,98 km² corresponden a tierra firme y (0,34 %) 0,37 km² es agua.

## Demografía
Según el censo de 2010, había 2473 personas residiendo en el municipio de Green. La densidad de población era de 22,62 hab./km². De los 2473 habitantes, el municipio de Green estaba compuesto por el 97,29 % blancos, el 0,61 % eran afroamericanos, el 0,24 % eran amerindios, el 0,44 % eran asiáticos, el 0,4 % eran de otras razas y el 1,01 % eran de una mezcla de razas. Del total de la población el 0,93 % eran hispanos o latinos de cualquier raza.